# 木澤大祐
木澤 大祐（きざわ だいすけ、1975年1月9日 - ）は、愛知県出身のボディビルダー、トレーナー。愛称は、ジュラシック木澤。フィットネスジムであるジュラシックアカデミーの代表を務める。2023年度より、ボディービルコンテストである、JURASSIC CUP（ジュラシックカップ）を合戸孝二と共に主宰する。
自身のYouTubeチャンネルの登録者数は10万人以上（2024年10月時点）。

## 来歴
1975年1月9日、愛知県に生まれる。
16歳からトレーニングを始めて、18歳のときにボディビルコンテストに出場を始める。
26歳ときにジムを起業するが、経営はうまくいかず、運送会社に勤務しながらトレーニングを継続した。
『日本男子ボディビル選手権』に挑戦を続けるが優勝はできず。2024年に選手権での引退宣言を行った20回目の挑戦で、初の日本選手権優勝を獲得した。
2024年10月13日放送の『サンデースポーツ』（NHK総合テレビジョン）にて木澤が日本男子ボディビル選手権への挑戦する模様を密着取材した特集が放送された。

## ボディビル界への貢献
2023年からは、自身が主催する独自のボディビル大会「ジュラシックカップ」を開催している。
木澤自身が恵まれた環境でトレーニングに打ち込めていなかったという経験から「働きながらトレーニングも十分にできる」という就労支援を起案している。例えば、名正運輸（愛知県）では、正社員として勤務しながら、トレーニング（ジム通い）を優先した勤務時間の設定ができたり、木澤が監修するジュラシックアカデミーでのトレーニング、ジム会費やトレーニング費用、サプリメント代の補助が福利厚生として受けられる。

## コンテスト歴
- 2001年 東海ボディビル選手権優勝
- 2004年 ジャパンオープン選手権優勝
- 2007・2019年 日本選手権4位
- 2014年・2015年 日本クラス別選手権85kg級優勝
- 2021年 日本ボディビル選手権準優勝
- 2024年 日本男子ボディビル選手権大会優勝

## 著作
- 『ジュラシック木澤式 超筋肥大トレーニング』（2024年、ベースボール・マガジン、ISBN 978-4583116679）